# Чжэн Циньвэнь
Чжэн Циньвэнь (кит. трад. 鄭欽文, упр. 郑钦文, пиньинь Zhèng Qīnwén; род. 8 октября 2002, Шиянь, Хубэй) — китайская теннисистка. Олимпийская чемпионка (2024) в одиночном разряде; финалистка одного турнира Большого шлема в одиночном разряде (Открытый чемпионат Австралии-2024); финалистка Итогового турнира WTA (2024) в одиночном разряде; бывшая пятая ракетка мира в одиночном разряде; победительница пяти турниров WTA в одиночном разряде; чемпионка Азиатских игр (2022) в одиночном разряде.

## Спортивная карьера
Циньвэнь впервые взяла ракетку в руки в семь лет. Предпочитает играть на травяных кортах.
До 2020-го года Чжэн играла в различных юниорских соревнованиях. В 2016-м году она дошла до финала соревнования среди четырнадцатилетних на Orange Bowl, а позже, в старшем юниорском туре, поднялась до шестой строчки рейтинга. В 2018-м году она побывала в финалах Osaka Mayor's Cup и Orange Bowl, уступив Кларе Таусон и Кори Гауфф соответственно. Год спустя Циньвэнь показала лучшие результаты на юниорских турнирах Большого шлема: дойдя до полуфиналов в Париже и Нью-Йорке. На французских кортах непреодолимым барьером для китаянки стала Эмма Наварро.
С 2018-го года Чжэн играет соревнования протура; а через год впервые попробовала себя в соревнованиях WTA: приняв участие в квалификациях турниров в Майами и Ухане. В 2020-м Циньвэнь выигрывает свои первые титулы в туре федерации, побеждая на небольших турнирах в Европе. В декабре впервые удалось обыграть действующего игрока Top200: справившись на соревновании в Сельве-ди-Валь-Гардена с Анной-Леной Фридзам. Через год китаянка уже сама входит в Top200 рейтинга, побеждая на турнире в Доксах и дойдя до полуфиналов в Монпелье и Контрексевеле. Впервые фамилия Чжэн появляется в основных сетках турниров WTA: Циньвэнь трижды преодолевает отборочные турниры, а на турнире в Палермо впервые обыгрывает игрока Top100, справившись с Людмилой Самсоновой.
В 2022-м году китаянка поднимается в первую сотню рейтинга, играет крупнейшие турниры, регулярно выигрывая матчи. В начале года она результативно отыгрывает связку турниров Мельбурне, пробиваясь из квалификаций в полуфинал приза WTA 250 и второй раунд турнира Большого шлема. В феврале Чжэн выигрывает 60-тысячник в Орландо, а следом проводит свои первые матчи в основе турниров WTA 1000: в Индиан-Уэлсе и Майами. В конце мая Циньвэнь выходит в четвёртый раунд на Открытом чемпионате Франции и выигрывает 125-тысячник в Валенсии. На парижских кортах китаянка впервые обыгрывает игрока Top20, справившись с Симоной Халеп. Летом Чжэн отмечается в третьих раундах на Уимблдоне и Открытом чемпионате США, а также выходит в четвертьфинал в Торонто. Осенью Циньвэнь выходит в финал турнира WTA 500 в Токио, впервые проигрывая финал в протуре: пройдя во втором раунде Паулу Бадосу она уступает титул Людмиле Самсоновой.
Через год китаянка с первых недель обладает достаточным рейтингом, чтобы сеяться на крупнейших турнирах. В начале сезона Чжэн отмечается в полуфинале в Абу-Даби и четвёртом раунде в Майами; а в мае выходит в четвертьфинал в Риме. Летом Циньвэнь выигрывает турнир в Палермо, справившись в финале с Жасмин Паолини, а в начале сентября отмечается в четвертьфинале Открытого чемпионата США, где переиграв Онс Жабёр уступает Арине Соболенко. Осенью китаянка выигрывает турнир в Чжэнчжоу, где справилась с Марией Саккари и Барборой Крейчиковой, а также доходит до решающего матча в Чжухае, где уступает Беатрис Хаддад Майе. В 2024-м Чжэн закрепляется в сильнейшей группе женского тура, к ноябрю поднимаясь на пятую строчку рейтинга. В январе Циньвэнь становится первой за десять лет представительницей своей страны в финале турнира Большого шлема, где на пути к решающему матчу её сильнейшей соперницей была 54-я ракетка мира Кэти Боултер. В феврале китаянка отмечается в четвертьфинале в Дубае, а в мае доходит до этой же стадии в Риме. Летом Чжэн выдаёт серию побед на грунте, выиграв подряд турнир в Палермо и Олимпийский чемпионат. В полуфинале парижского приза Циньвэнь прошла лидера посева Игу Свёнтек. Осенью китаянка и вовсе выступала на уровне лидеров рейтинга, выйдя в четвертьфинал на Открытом чемпионате США, полуфинал в Пекине, финалы в Ухане и Эр-Рияде, а также выиграв титул в Токио. Побеждая в матчах с более слабыми соперницами Чжэн раз за разом уступает в матчах с лидерами: осенью на её счету три поражения от Арины Соболенко и одно — от Кори Гауфф.
Через год результативную серию продолжить не удалось, но Циньвэнь удержала место в пятёрке лидеров рейтинга. До марта китаянка выиграла лишь один матч, но потом стала дольше задерживаться на турнирах. Весной на счету Чжэн четвертьфиналы в Индиан-Уэлсе и Майами, полуфинал в Риме и четвертьфинал на Открытом чемпионате Франции. На итальянских кортах Циньвэнь впервые за семь матчей в протуре одолела Арину Соболенко.
В юниорские годы китаянка вполне успешно совмещала выступления в одиночном и парном разрядах, но чем дольше развивалась взрослая часть карьеры, тем реже Чжэн была задействована где-то кроме одиночного разряда. Когда число сыгранных одиночных матчей в одиночном протуре превысило три сотни, в парах Циньвэнь отыграла лишь 21 игру.
В 2022-м году Циньвэнь привлекли к теннисному турниру в рамках Азиатских игр, проводившихся в Ханчжоу. Чемпионат не привлёк сильнейших теннисисток из Японии и Казахстана и для выигрыша одиночного титула Чжэн понадобилось обыграть лишь Александру Эалу и Чжу Линь. С того же 2022-го года национальная федерация задействовала Чжэн в играх за сборную в Кубке Билли Джин Кинг. Китайская команда в этот период участвовала в региональной части турнира.

## Итоговое место в рейтинге WTA по годам
| Год  | Одиночный рейтинг | Парный рейтинг |
| 2024 | 5                 | —              |
| 2023 | 15                | —              |
| 2022 | 25                | —              |
| 2021 | 143               | 879            |
| 2020 | 324               | 731            |
| 2019 | 649               | 842            |
| 2018 | 933               | —              |

## Выступления на турнирах

### Финалы турниров Большого шлема в одиночном разряде (1)

#### Поражение (1)
| №  | Год  | Турнир                       | Покрытие | Соперница в финале | Счёт    |
| 1. | 2024 | Открытый чемпионат Австралии | Хард     | Арина Соболенко    | 3-6 2-6 |

### Финалы Олимпийских турниров в одиночном разряде (1)

#### Победа (1)
| №  | Год  | Турнир         | Покрытие | Соперница в финале | Счет    |
| 1. | 2024 | Париж, Франция | Грунт    | Донна Векич        | 6-2 6-3 |

### Финалы Итоговых турнировWTAв одиночном разряде (2)

#### Поражения (2)
| №  | Год  | Турнир              | Покрытие   | Соперница в финале  | Счёт           |
| 1. | 2023 | Трофей элиты WTA    | Хард       | Беатрис Хаддад Майя | 6-7(11) 6-7(4) |
| 2. | 2024 | Итоговый турнир WTA | Хард (зал) | Кори Гауфф          | 6-3 4-6 6-7(2) |

### Финалы турнировWTAв одиночном разряде (10)

#### Победы (5)
| Легенда:                   |
| -------------------------- |
| Турниры Большого шлема (0) |
| Олимпиада (1)              |
| Трофей элиты WTA (0)       |
| WTA 1000 (0)               |
| WTA 500 (2)                |
| WTA 250 (2)                |

| Титулы по покрытиям | Титулы по месту проведения матчей турнира |
| ------------------- | ----------------------------------------- |
| Хард (2)            | Зал (0)                                   |
| Грунт (3)           | Зал (0)                                   |
| Трава (0)           | Открытый воздух (5)                       |
| Ковёр (0)           | Открытый воздух (5)                       |

| №  | Дата            | Турнир              | Покрытие | Соперница в финале | Счёт        |
| 1. | 23 июля 2023    | Палермо, Италия     | Грунт    | Жасмин Паолини     | 6-4 1-6 6-1 |
| 2. | 15 октября 2023 | Чжэнчжоу, Китай     | Хард     | Барбора Крейчикова | 2-6 6-2 6-4 |
| 3. | 21 июля 2024    | Палермо, Италия (2) | Грунт    | Каролина Мухова    | 6-4 4-6 6-2 |
| 4. | 3 августа 2024  | Олимпиада           | Грунт    | Донна Векич        | 6-2 6-3     |
| 5. | 27 октября 2024 | Токио, Япония       | Хард     | София Кенин        | 7-6(5) 6-3  |

#### Поражения (5)
| №  | Дата             | Турнир                       | Покрытие   | Соперница в финале  | Счёт           |
| 1. | 25 сентября 2022 | Токио, Япония                | Хард       | Людмила Самсонова   | 5-7 5-7        |
| 2. | 29 октября 2023  | Трофей элиты WTA             | Хард       | Беатрис Хаддад Майя | 6-7(11) 6-7(4) |
| 3. | 27 января 2024   | Открытый чемпионат Австралии | Хард       | Арина Соболенко     | 3-6 2-6        |
| 4. | 13 октября 2024  | Ухань, Китай                 | Хард       | Арина Соболенко     | 3-6 7-5 3-6    |
| 5. | 9 ноября 2024    | Итоговый турнир WTA          | Хард (зал) | Кори Гауфф          | 6-3 4-6 6-7(2) |

### Финалы турнировITFиWTA 125в одиночном разряде (9)

#### Победы (9)
| Призовые    | Титулы по годам | Титулы по годам |
| ----------- | --------------- | --------------- |
| Призовые    | 2017-2023       | с 2024          |
| 125.000 USD | 1+0             | 1+0             |
| 100.000 USD | 0+0             | 0+0             |
| 80.000 USD  | 0+0             | -               |
| 75.000 USD  | -               | 0+0             |
| 60.000 USD  | 2+0             | -               |
| 50.000 USD  | -               | 0+0             |
| 40.000 USD  | 0+0             | -               |
| 35.000 USD  | -               | 0+0             |
| 25.000 USD  | 5+0             | 0+0             |
| 15.000 USD  | 1+0             | -               |

| Титулы по покрытиям | Титулы по месту проведения матчей турнира |
| ------------------- | ----------------------------------------- |
| Хард (4)            | Зал (2)                                   |
| Грунт (5)           | Зал (2)                                   |
| Трава (0)           | Открытый воздух (7)                       |
| Ковёр (0)           | Открытый воздух (7)                       |

| №  | Дата             | Турнир                         | Покрытие   | Соперница в финале | Счёт           |
| 1. | 30 августа 2020  | Корденонс, Италия              | Грунт      | Мира Антонич       | 6-1 6-0        |
| 2. | 6 сентября 2020  | Марбелья, Испания              | Грунт      | Алина Чараева      | 4-6 6-4 6-4    |
| 3. | 20 сентября 2020 | Фридек-Мистек, Чехия           | Грунт      | Габриэла Талабэ    | 3-6 6-4 6-0    |
| 4. | 20 декабря 2020  | Сельва-ди-Валь-Гардена, Италия | Хард (зал) | Леа Бошкович       | 6-7(0) 6-0 6-3 |
| 5. | 17 января 2021   | Гамбург, Германия              | Хард (зал) | Линда Фрухвиртова  | 6-2 6-3        |
| 6. | 20 июня 2021     | Доксы, Чехия                   | Грунт      | Александра Крунич  | 7-6(5) 6-3     |
| 7. | 21 ноября 2021   | Фуншал, Португалия             | Хард       | Мартина Тревизан   | 6-3 7-5        |
| 8. | 30 января 2022   | Орландо, США                   | Хард       | Кристина Макхейл   | 6-0 6-1        |
| 9. | 12 июня 2022     | Валенсия, Испания              | Грунт      | Ван Сиюй           | 6-4 4-6 6-3    |

## История выступлений на турнирах
По состоянию на 9 июня 2025 года
Для того, чтобы предотвратить неразбериху и удваивание счета, информация в этой таблице корректируется только по окончании участия там данного игрока.
| Турнир                       | 2019          | 2022          | 2023          | 2024  | 2025  | Итог   | В/П за карьеру |
| ---------------------------- | ------------- | ------------- | ------------- | ----- | ----- | ------ | -------------- |
| Турниры Большого шлема       |               |               |               |       |       |        |                |
| Открытый чемпионат Австралии | -             | 2Р            | 2Р            | Ф     | 2Р    | 0 / 4  | 9-4            |
| Открытый чемпионат Франции   | -             | 4Р            | 2Р            | 3Р    | 1/4   | 0 / 4  | 10-4           |
| Уимблдонский турнир          | -             | 3Р            | 1Р            | 1Р    |       | 0 / 3  | 2-3            |
| Открытый чемпионат США       | -             | 3Р            | 1/4           | 1/4   |       | 0 / 3  | 10-3           |
| Итог                         | 0 / 0         | 0 / 4         | 0 / 4         | 0 / 4 | 0 / 2 | 0 / 14 |                |
| В/П в сезоне                 | 0-0           | 8-4           | 6-4           | 12-4  | 5-2   |        | 31-14          |
| Итоговые турниры             |               |               |               |       |       |        |                |
| Итоговый чемпионат           | -             | -             | -             | Ф     |       | 0 / 1  | 3-2            |
| Трофей элиты                 | -             | НП            | Ф             | НП    | НП    | 0 / 1  | 3-1            |
| Олимпийские игры             |               |               |               |       |       |        |                |
| Летняя олимпиада             | Не проводился | Не проводился | Не проводился | П     | НП    | 1 / 1  | 6-0            |
| Турниры WTA 1000             |               |               |               |       |       |        |                |
| Доха                         | ОС            | -             | ОС            | 3Р    | 2Р    | 0 / 2  | 1-2            |
| Дубай                        | -             | ОС            | 2Р            | 1/4   | 2Р    | 0 / 3  | 3-2            |
| Индиан-Уэлс                  | -             | 2Р            | -             | 2Р    | 1/4   | 0 / 3  | 4-3            |
| Майами                       | К             | 1Р            | 4Р            | 4Р    | 1/4   | 0 / 4  | 6-4            |
| Мадрид                       | -             | 1Р            | 3Р            | 2Р    | 2Р    | 0 / 4  | 1-4            |
| Рим                          | -             | -             | 1/4           | 1/4   | 1/2   | 0 / 3  | 10-3           |
| Монреаль / Торонто           | -             | 1/4           | 2Р            | -     |       | 0 / 2  | 4-2            |
| Цинциннати                   | -             | -             | 3Р            | 3Р    |       | 0 / 2  | 3-2            |
| Пекин                        | -             | НП            | 1Р            | 1/2   |       | 0 / 2  | 4-2            |
| Гвадалахара                  | НП            | 1Р            | -             | ОС    | ОС    | 0 / 1  | 4-1            |
| Ухань                        | К             | НП            | НП            | Ф     |       | 0 / 1  | 4-1            |
| Итог                         | 0 / 0         | 0 / 5         | 0 / 7         | 0 / 9 | 0 / 6 | 0 / 27 |                |
| В/П в сезоне                 | 0-0           | 4-4           | 10-6          | 16-9  | 10-6  |        | 40-25          |

## История личных встреч
| Соперница         | Все матчи | Финалы |                   |
| ----------------- | --------- | ------ | ----------------- |
| Арина Соболенко   | 0-0       | 0-0    | юниорские турниры |
| Арина Соболенко   | 1-7       | 0-2    | взрослые турниры  |
| Жасмин Паолини    | 0-0       | 0-0    | юниорские турниры |
| Жасмин Паолини    | 4-0       | 1-0    | взрослые турниры  |
| Елена Рыбакина    | 0-0       | 0-0    | юниорские турниры |
| Елена Рыбакина    | 1-2       | 0-0    | взрослые турниры  |
| Ига Свёнтек       | 0-0       | 0-0    | юниорские турниры |
| Ига Свёнтек       | 1-6       | 0-0    | взрослые турниры  |
| Людмила Самсонова | 0-0       | 0-0    | юниорские турниры |
| Людмила Самсонова | 3-3       | 0-1    | взрослые турниры  |
| Кори Гауфф        | 0-1       | 0-1    | юниорские турниры |
| Кори Гауфф        | 0-3       | 0-1    | взрослые турниры  |
| Джессика Пегула   | 0-0       | 0-0    | юниорские турниры |
| Джессика Пегула   | 0-1       | 0-0    | взрослые турниры  |